# Yekaterina Maksímova

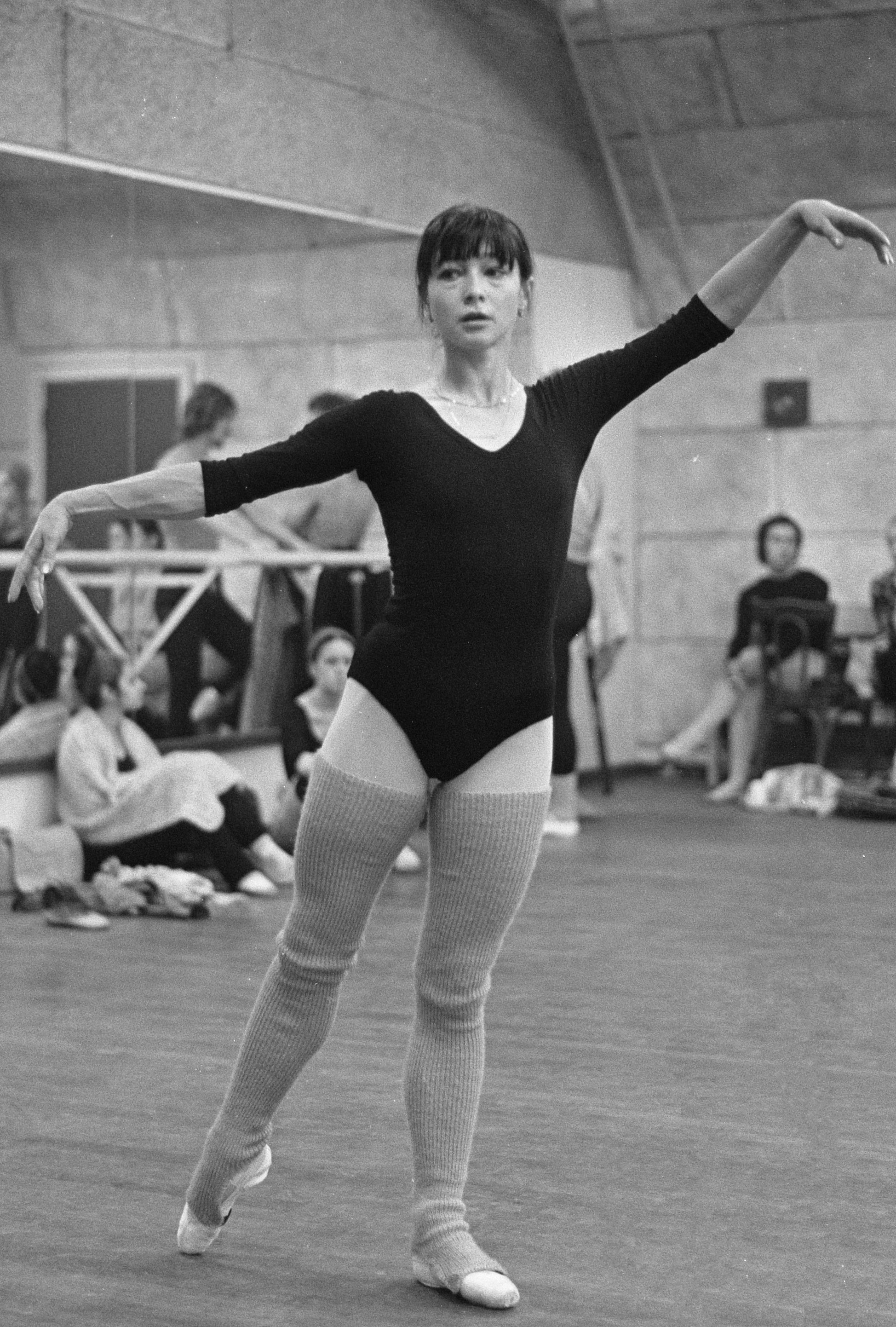
Yekaterina Maksímova, 1972

Yekaterina Serguéyevna Maksímova (Moscú, 1 de febrero de 1939 - Moscú, 28 de abril de 2009), cuyo nombre (Екатери́на Серге́евна Макси́мова) también se transcribe Ekaterina Maximova, fue una bailarina rusa perteneciente al Teatro Bolshói de Moscú, casada con el bailarín Vladímir Vasíliev.
Estudió y debutó en el Bolshói moscovita en 1958 en Cascanueces y se presentó en 1959 en el ballet de Serguéi Prokófiev "La flor de piedra". 
Sus roles más conocidos fueron en Giselle donde fue comparada con Galina Ulánova así como en Romeo y Julieta, Don Quixote, Cascanueces, La bella durmiente, El lago de los cisnes y Spartacus de Aram Jachaturián donde hizo pareja con su esposo. 
La pareja Maksímova-Vasíliev fue durante la década de 1970 el equivalente oriental del famoso dúo Margot Fonteyn-Rudolf Nuréyev. Un documental de Dominique Delouche de 1989 retrata la vida de la pareja titulada Katia y Volodia. Además de los clásicos participó en coreografías modernas de Maurice Béjart, John Cranko y que Vasíliev creó para ella.
Actuó además en Europa, Estados Unidos y el Teatro Colón de Buenos Aires, donde fue una de las favoritas del público entre 1977 y 1986.
Se retiró en 1990 pero su última actuación fue en 1999 con motivo de un homenaje celebrando sus 60 años.